# (500067) 2011 UK316
(500067) 2011 UK316 es un asteroide perteneciente al cinturón de asteroides, descubierto el 25 de octubre de 2011 por el equipo del Pan-STARRS desde el Observatorio de Haleakala, Hawái, Estados Unidos.

## Designación y nombre
Designado provisionalmente como 2011 UK316.

## Características orbitales
2011 UK316 está situado a una distancia media del Sol de 2,172 ua, pudiendo alejarse hasta 2,276 ua y acercarse hasta 2,067 ua. Su excentricidad es 0,048 y la inclinación orbital 4,556 grados. Emplea 1169,20 días en completar una órbita alrededor del Sol.

## Características físicas
La magnitud absoluta de 2011 UK316 es 18,3.